# Cas Mudde
Cas Mudde  (n. 1967) es un politólogo neerlandés, autor de varios estudios sobre la extrema derecha y el populismo en Europa.

## Biografía
Nacido el 3 de junio de 1967 en Geldrop, estudió Ciencias Políticas en Leiden. Se doctoró con la lectura de The Extreme Right Party Family: An Ideological Approach en 1998. Ha publicado diversas obras sobre la extrema derecha y el populismo en Europa, como The Ideology of the Extreme Right (Manchester University Press, 2000); Populist Radical Right Parties in Europe (Cambridge University Press, 2007), o ΣΥΡΙΖΑ: Η διάψευση της λαϊκιστικής υπόσχεσης (Epikentro Press, 2015), sobre el partido político griego SYRIZA; o The Far Right Today (Polity, 2019), entre otras.
También ha coeditado Western Democracies and the New Extreme Right Challenge (Routledge, 2004), junto a Roger Eatwell, y Populism in Europe and the Americas: Threat or Corrective for Democracy? (Cambridge University Press, 2014), junto a Cristóbal Rovira Kaltvasser.
Su hermano Tim Mudde perteneció al Centrumpartij '86.